# Província de Limpopo
Limpopo és una província de Sud-àfrica formada amb la part septentrional de l'antiga República del Transvaal i l'antic bantustan de Venda. La capital i la ciutat més gran de la província és Polokwane, mentre que la legislatura provincial està situada a Lebowakgomo.
La província està formada per 3 antigues pàtries de Lebowa, Gazankulu i Venda i les antigues parts de la província del Transvaal. La província de Limpopo es va establir com una de les nou províncies després de les primeres eleccions democràtiques de Sud-àfrica el 27 d'abril de 1994. El nom de la província va ser primer "Northern Transvaal", després es va canviar a "Northern Province" el 28 de juny de 1995, juntament amb altres dues províncies. El nom es va canviar més tard de nou el 2002 a la província de Limpopo. Limpopo està format per 3 grups ètnics principals, a saber; Gent pedi, gent Shangaan i Venda.
Els líders i caps tradicionals encara formen una forta columna vertebral del panorama polític de la província. Establerta d'acord amb la Llei de la Casa de Líders Tradicionals de Limpopo, Llei 5 de 2005, la funció principal de la Casa de Líders Tradicionals de Limpopo és assessorar el govern i la legislatura sobre qüestions relacionades amb el costum, la tradició i la cultura, incloses les iniciatives de desenvolupament que tinguin un impacte en comunitats rurals. El 18 d'agost de 2017, Kgosi Malesela Dikgale va ser reelegida com a presidenta de la Casa de Líders Tradicionals de Limpopo.

## Geografia

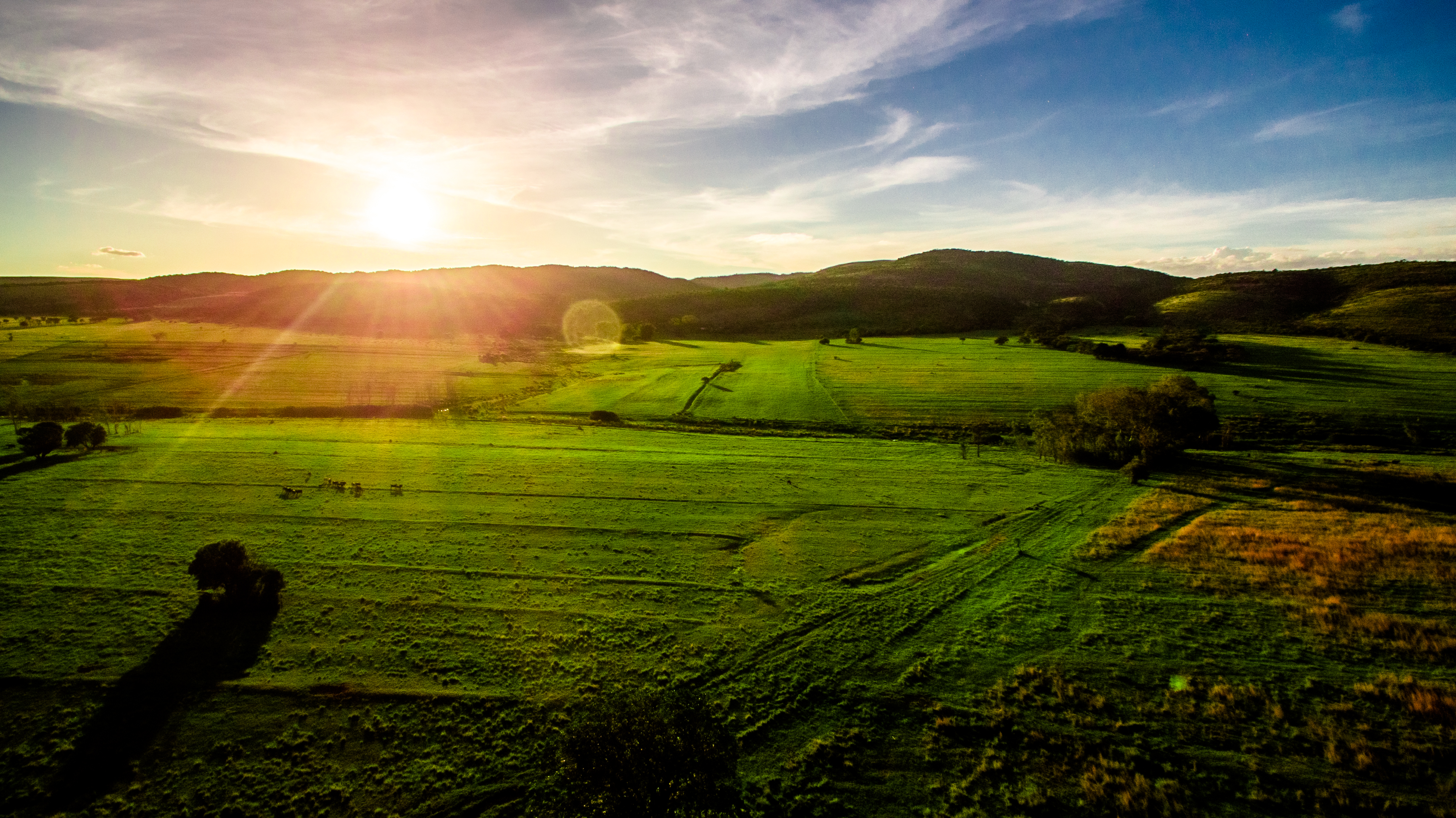
Posta de sol sobre una de les serralades que es troben a Limpopo.

La província de Limpopo comparteix fronteres internacionals amb districtes i províncies de tres països: els districtes Central i Kgatleng de Botswana a l'oest i nord-oest respectivament, les províncies de Matabeleland Meridional i Masvingo de Zimbabwe al nord i nord-est respectivament, i la Província de Gaza de Moçambic a la est. Limpopo és l'enllaç entre Sud-àfrica i països més llunyans de l'Àfrica subsahariana. A la seva vora sud, d'est a oest, comparteix fronteres amb les províncies sud-africanes de Mpumalanga, Gauteng i el nord-oest. La seva frontera amb Gauteng inclou l'eix Johannesburg - Pretòria d'aquesta província, la metròpoli més industrialitzada del continent. La província es troba al centre dels mercats en desenvolupament regionals, nacionals i internacionals.
Limpopo conté gran part de la biosfera de Waterberg, un massís d'aproximadament 15000 km² que és la primera regió de la part nord de Sud-àfrica a ser nomenada Reserva de la Biosfera per la UNESCO.

## Divisió administrativa
La província de Limpopo es divideix en sis districtes municipals, subdividits en 26 municipis locals:
- Districte de Bohlabela
  - Bushbuckridge Loc
  - Maruleng
- Districte de Capricorn
  - Aganang
  - Blouberg
  - Lepelle Nkumpi
  - Molemole
  - Polokwane
- Districte de Mopani
  - Baphalaborwa
  - Giyani
  - Letaba
  - Tzaneen
- Districte de Sekhukhune
  - Fetakgomo
  - Groblersdal
  - Makhuduthamaga
  - Marble Hall
  - Tubatse
- Districte de Vhembe
  - Makhado
  - Mussina
  - Mutale
  - Thulamela
- Districte de Waterberg
  - Belabela
  - Lephalale
  - Modimolle
  - Mogalakwena
  - Mookgopong
  - Thabazimbi

## Economia

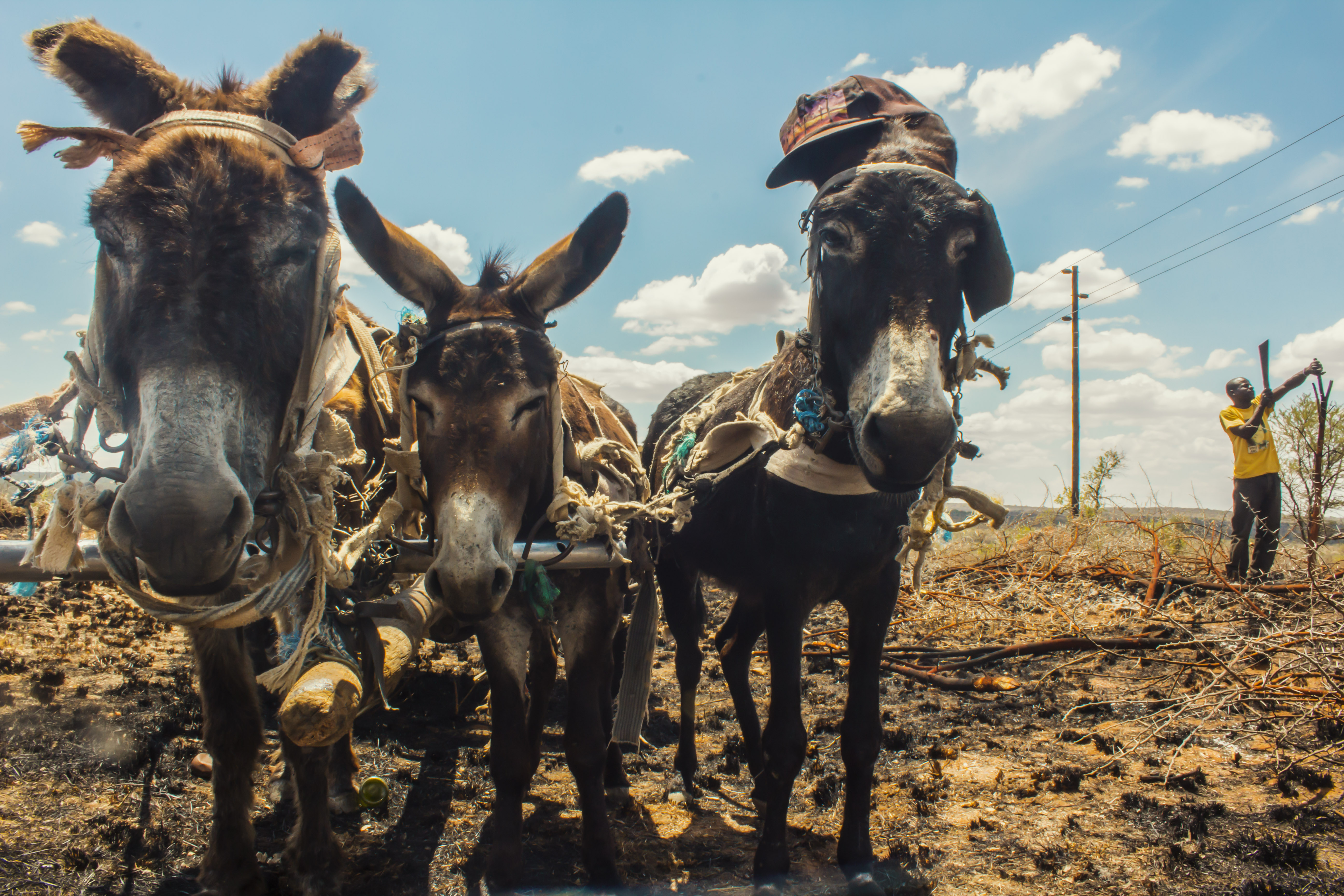
Home i els seus rucs recollint llenya en una zona rural

Limpopo té una població total de 6,015 milions amb 1,641 milions de llars. La província té un alt índex de desenvolupament humà (IDH) de 0,710, que és el tercer més alt de Sud-àfrica.

### Agricultura
El bushveld és un país de bestiar de carn, on les explotacions ramaderes extensives sovint es complementen amb una caça controlada. Al voltant del 80% de la indústria de caça de Sud-àfrica es troba a Limpopo.
A les zones Dacsa de Bela-Bela i Modimolle es conreen gira-sols, cotó, blat de moro i cacauet. Modimolle també és conegut pel seu raïm de taula. Hi ha una indústria vitivinícola embriònica que creix a Limpopo. A les zones de Tzaneen i Louis Trichardt es conreen fruites tropicals, com plàtans, litxis, pinya, mangos i papaies, així com una varietat de fruits secs. Tzaneen també es troba al centre d'extenses plantacions de cítrics, te i cafè, i una important indústria forestal. La majoria d'agricultors i llars pateixen el subministrament d'aigua, per la qual cosa fan els seus forats a les seves instal·lacions.

### Habitatge
La majoria dels residents de Limpopo viuen en zones rurals, això ha donat lloc a un nou fenomen de desenvolupament rural, on els residents han invertit en construir cases luxoses a les seves terres tribals. Les cases rurals de Limpopo han estat perfilades per canals de televisió, vloggers d'estil de vida, influents a les xarxes socials i la marca de dades més gran d'Àfrica Africa Facts Zone. Segons el 96,2% de Limpopo viu en un habitatge formal, aquesta xifra està per sobre de la mitjana nacional del 84,0%. Això fa de Limpopo la província amb el percentatge més alt de persones que viuen en habitatges formals a Sud-àfrica.

### Mineria

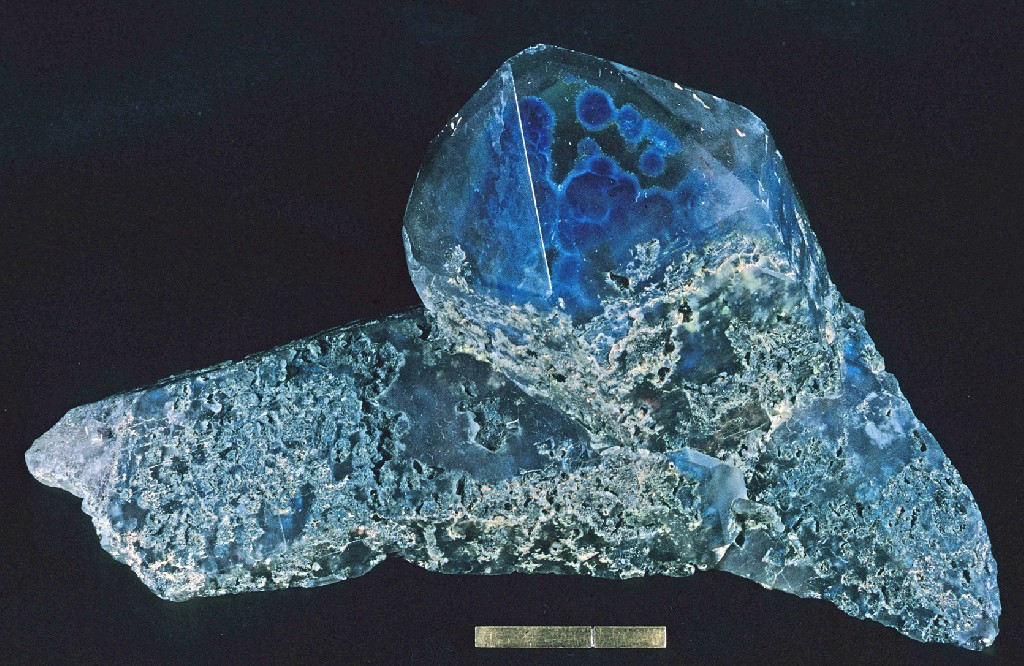
Ajoïta en quars, de la mina de Messina, província de Limpopo, Sud-àfrica.

Els rics dipòsits minerals de Limpopo inclouen els metalls del grup del platí, el mineral de ferro, el crom, el carbó de coc de grau mitjà i alt, els diamants, l'antimoni, el fosfat i el coure, així com reserves minerals com l'or, maragdes, scheelita, magnetita, vermiculita, silici., i mica. També es troben productes bàsics com el granit negre, el corindó i el feldespat. La mineria contribueix a més d'una cinquena part de l'economia provincial.
Limpopo té el jaciment de platí més gran de Sud-àfrica. El jaciment de carbó de Waterberg, l'extensió oriental dels jaciments de carbó de Mmamabula de Botswana, s'estima que conté el 40% de les reserves de carbó de Sud-àfrica.

### Turisme
El Departament de Desenvolupament Econòmic, Medi Ambient i Turisme de Limpopo s'ha orientat a la província com a destinació preferida d'ecoturisme. El seu Programa de Medi Ambient i Turisme engloba el turisme, les àrees protegides i el desenvolupament del medi ambient comunitari per aconseguir un creixement econòmic sostenible.
Tot i que Limpopo és una de les províncies més pobres de Sud-àfrica, és rica en vida salvatge, la qual cosa li dona un avantatge per atreure turistes. Tant el sector privat com el públic estan invertint en el desenvolupament del turisme.
A prop de Modjadjiskloof, a les granges de baobab de Sunland, hi ha el baobab més gran del món.

## Transports i comunicacions
La província té excel·lents enllaços per carretera, ferrocarril i aeri. La ruta N1 des de Johannesburg, que s'estén al llarg de la província, és la ruta terrestre més transitada d'Àfrica pel que fa al comerç transfronterer de matèries primeres i altres béns. L'aeroport internacional de Polokwane està situat al nord de Polokwane. La província de Limpopo conté aproximadament 56 aeroports i pistes d'aterratge.

## Educació
El Departament d'Ensenyament té la responsabilitat d'aconseguir una educació i formació de qualitat per a tothom. El Departament ha de coordinar tot el desenvolupament i el suport professional. S'havien de desenvolupar polítiques, sistemes i procediments.

### Institucions educatives
A desembre de 2020, el 12,9% de la població de Limpopo havia assolit algunes qualificacions postescolars. Les següents institucions d'educació superior es troben a Limpopo:
- Universitat de Limpopo (Polokwane, Mankweng)
- Universitat de Venda (Thohoyandou)
- Universitat de Tecnologia de Tshwane (campus de Polokwane)
- Capricorn College for TVET (Seshego)[13]
- Lephalale TVET College (Lephalale)[14]
- Letaba TVET College (Tzaneen)[15]
- Mopani South East TVET College (Phalaborwa)[16]
- Sekhukhune TVET College (Motetema)[17]
- Vhembe TVET College (Venda)[18]
- Waterberg TVET College (Mokopane)[19]
- Campus Giyani de la Facultat d'Infermeria
- Col·legi d'Infermeria de la província de Limpopo (campus de Giyani)

## Demografia
- Afrikaans
- Anglès sud-africà
- Llengua Pedi
- Llengua Swati
- Llengua Tsonga
- Llengua Tswana
- Llengua Venda
- Cap llengua dominant

Densitat de població a Limpopo

Idiomes domèstics dominants a Limpopo

Densitat de població a Limpopo

Idiomes domèstics dominants a Limpopo

La població de Limpopo consta de diversos grups ètnics distingits per cultura, llengua i raça. El 97,3% de la població és negra, el 2,4% és blanca, el 0,2% és de color i el 0,1% és indi / asiàtic. La província té el percentatge més petit i el segon nombre total més petit de sud-africans blancs del país; encara que hi ha una sèrie de localitats amb majoria blanca, en particular Hoedspruit i Modimolle. També té el percentatge de negres més alt de totes les províncies.
El poble del nord de Sotho constitueix el percentatge més gran de la població, amb el 52% de la província. El poble Tsonga constitueix al voltant del 24,0% de la província; els Tsonga també comprenen al voltant de l'11,5% de la província de Mpumalanga des que la part sud de la seva terra natal, Gazankulu, va ser tallada de Limpopo i assignada a Mpumalanga. Els Venda representen al voltant del 16,7%. Els afrikaners constitueixen la majoria de la població blanca de Limpopo, unes 95.000 persones; Els blancs de parla anglesa són poc més de 20.000. El districte de Vhembe té la menor proporció de blancs a Limpopo, uns 5.000 en total, mentre que el districte de Waterberg té la proporció més gran de blancs, amb més de 60.000 blancs que hi resideixen. Els coloured i els asiàtics / indis representen un percentatge molt reduït de la població total de la província.

### VIH/SIDA
Amb un 18,5% (2007), Limpopo té una incidència bastant alta de VIH en comparació amb altres províncies sud-africanes. Els casos van passar del 14,5% al 21,5% entre el 2001 i el 2005, amb una lleugera caiguda entre el 2005 i el 2007. Tanmateix, el 2019, les estadístiques de VIH de la província de Limpopo es van situar en un 13,2%, una de les més baixes en comparació amb altres províncies de Sud-àfrica.

## Transports i comunicacions
La província té excel·lents enllaços per carretera, ferrocarril i aeri. La ruta N1 des de Johannesburg, que s'estén al llarg de la província, és la ruta terrestre més transitada d'Àfrica pel que fa al comerç transfronterer de matèries primeres i altres béns. L'aeroport internacional de Polokwane està situat al nord de Polokwane. La província de Limpopo té 56 aeroports i pistes d'aterratge.

## Educació
El Departament d'Ensenyament té la responsabilitat d'aconseguir una educació i formació de qualitat per a tothom. El Departament ha de coordinar tot el desenvolupament i el suport professional. S'havien de desenvolupar polítiques, sistemes i procediments.

### Institucions educatives
A desembre de 2020, el 12,9% de la població de Limpopo havia assolit algunes qualificacions postescolars. Les següents institucions d'educació superior es troben a Limpopo:
- Universitat de Limpopo (Polokwane, Mankweng)
- Universitat de Venda (Thohoyandou)
- Universitat de Tecnologia de Tshwane (campus de Polokwane)
- Capricorn College for TVET (Seshego)
- Capricorn College for TVET (Polokwane)[13]
- Lephalale TVET College (Lephalale)[14]
- Letaba TVET College (Tzaneen)[15]
- Mopani South East TVET College (Phalaborwa)[16]
- Sekhukhune TVET College (Motetema)[17]
- Vhembe TVET College (Venda)[18]
- Waterberg TVET College (Mokopane)[19]
- Campus Giyani de la Facultat d'Infermeria
- Col·legi d'Infermeria de la província de Limpopo (campus de Giyani)

## Demografia
- Afrikaans
- Anglès sud-africà
- Llengua Northern Sotho
- Llengua Swati
- Llengua Tsonga language
- Llengua Tswana
- Llengua Venda
- cap llengua dominant

La població de Limpopo consta de diversos grups ètnics distingits per cultura, llengua i raça. El 97,3% de la població és negra, el 2,4% és blanca, el 0,2% és de color i el 0,1% és indi / asiàtic. La província té el percentatge més petit i el segon nombre total més petit de blancs sud-africans del país; encara que hi ha una sèrie de localitats amb majoria blanca, en particular Hoedspruit i Modimolle. També té el percentatge de negres més alt de totes les províncies.
El poble del nord de Sotho constitueix el percentatge més gran de la població, amb el 52% de la província. El poble Tsonga constitueix al voltant del 24,0% de la província; els Tsonga també comprenen al voltant de l'11,5% de la província de Mpumalanga des que la part sud de la seva terra natal, Gazankulu, va ser tallada de Limpopo i assignada a Mpumalanga. Els Venda representen al voltant del 16,7%. Els afrikaners constitueixen la majoria de la població blanca de Limpopo, unes 95.000 persones; Els blancs de parla anglesa són poc més de 20.000. El districte de Vhembe té la menor proporció de blancs a Limpopo, uns 5.000 en total, mentre que el districte de Waterberg té la proporció més gran de blancs, amb més de 60.000 blancs que hi resideixen. Els coloristes i els asiàtics / indis representen un percentatge molt reduït de la població total de la província.

### VIH/SIDA
Amb un 18,5% (2007), Limpopo té una incidència bastant alta de VIH en comparació amb altres províncies sud-africanes. Els casos van passar del 14,5% al 21,5% entre el 2001 i el 2005, amb una lleugera caiguda entre el 2005 i el 2007. Tanmateix, el 2019, les estadístiques de VIH de la província de Limpopo es van situar en un 13,2%, una de les més baixes en comparació amb altres províncies de Sud-àfrica.